# آلساندرو کالور
آلساندرو کالور (ایتالیایی: Alessandro Covre مرگ در سال ۱۹۵۱) کشتی‌گیر اهل ایتالیا بود. او در رشته کشتی در سبک‌وزن، در المپیک تابستانی ۱۹۱۲ شرکت کرد.